# Jeonju World Cup Stadium
Jeonju World Cup Stadium (전주월드컵경기장) je víceúčelový stadion sloužící zejména pro fotbal v Čondžu (Jižní Korea). Pojme 42 477 diváků. Domácí zápasy zde hrál fotbalový klub Jeonbuk Hyundai Motors. Byl postaven pro Mistrovství světa ve fotbale 2002.
Stavba započala 19. února 1999 a byl otevřen 8. listopadu 2001. Interiér fotbalového stadionu je vyzdoben v barvách modré, červené a žluté. Modrá znamená Čondžuovo životní prostředí přátelské k životu, červená pro vášeň obyvatel provincie a žlutá pro touhu obyvatel po míru a prosperitě. Byl to jeden z 20 stadionů, kde se pořádaly zápasy mistrovství světa ve fotbale v roce 2002. V roce 2017 se zde konalo Mistrovství světa ve fotbale hráčů do 20 let.